# Nanna Andersen
Nanna Løf Mørch Andersen (* im 20. Jahrhundert) ist eine dänische Fußballschiedsrichterin.
Andersen leitet Spiele in der dänischen ersten Frauen-Liga, zudem einzelne Spiele im dänischen Fußballpokal sowie seit der Saison 2024/25 auch Spiele in der zweiten Herren-Liga. Andersen pfiff das Finale des dänischen Frauenpokals 2023 zwischen dem FC Nordsjælland und Fortuna Hjørring (2:0).
Seit 2023 steht Andersen auf der Liste der FIFA-Schiedsrichter und leitet internationale Fußballpartien. Seit der zweiten Hälfte der Saison 2024/25 gehört sie zur Gruppe der UEFA-First-Category-Schiedsrichterinnen, der zweithöchsten Schiedsrichterinnen-Kategorie. Andersen leitete bereits Spiele in der Qualifikation zur Europameisterschaft 2025, in der Women’s Nations League sowie diverse Qualifikations- und Freundschaftsspiele.